# Malosco
Malosco é uma comuna italiana da região do Trentino-Alto Ádige, província de Trento, com cerca de 351 habitantes. Estende-se por uma área de 6 km², tendo uma densidade populacional de 59 hab/km². Faz fronteira com Appiano sulla Strada del Vino (BZ), Fondo, Sarnonico, Ronzone.